# Кошища
Кошища (на македонска литературна норма: Кошишта, произношение в местния говор Кошишча) е квартал на град Охрид, в югозападната част на Северна Македония.

## География
Кошища е северната махала на града, отвъд охридския рид, на който е разположена Самуиловата крепост, с който граничи на юг. На североизток градичи с булевард „Туристичка“, който я отделя от махалата Ласкайца. На северозапад граници с улица „Бистрица“, която я отделя от махалата Воска. На югозапад граничи с Охридското езеро, а на югоизток през улица „Пирин“ с Вароша. Основна пътна артерия в Кошища е улица „Гоце Делчев“ с посока югоизток - северозапад, която е старият път за Струга. Други важни улици са успоредните ѝ „Пере Тошев“ и „Петър Попарсов“ и перпендикулярните „Ариф Мустафа“ и „Стив Наумов“.

## История
Традиционно Кошища, заедно с Месокастро и Варош е една от трите български махали на града. Българското училище „Св. св. Кирил и Методий“ - днес дом на културата - е основано в 1861 година. Над входната му врата е имало мраморен надпис
| „ | † Училище „Св. Кир. и Мет.“ Кошища. Охридъ г. 1861. май 6-ий | “ |

## Забележителности
В Кошища, на кръстовището на „Гоце Делчев“ и „Хаджи Мустафа“ е разположена Нишанджи Мехмед Челеби или Кулоглу джамия. В Кошища на „Гоце Делчев“ №53 е и Хаджи Хамза джамия, строена през XV-XVI век.